# Moritz Kurt Dinter
Moritz Kurt Dinter (Bautzen, 10 de juny de 1868 - Neukirch/Lausitz, 16 de desembre de 1945), va ser un botànic i explorador alemany del sud-oest d'Àfrica.

## Educació i carrera
Dinter va néixer a Bautzen, on va estudiar a la Realschule. Un cop acabat el servei militar va treballar als jardins botànics de Dresden i Estrasburg per avançar els seus coneixements botànics i hortícoles. Va ser nomenat ajudant del professor Carl Georg Oscar Drude, el geògraf vegetal, a Dresden. Com a resultat del seu gran interès per les exòtiques suculentes, va ser seleccionat per Sir Thomas Hanbury per gestionar el seu jardí d'aclimatació, el Giardini Botanici Hanbury a La Mortola, a prop de Ventimiglia, a la Riviera italiana. Aquest jardí tenia una gran col·lecció de bulbs i plantes suculentes sud-africanes. També va passar uns sis mesos a Kew, va tornar a La Mortola i va decidir un viatge al sud-oest d'Àfrica. Va aterrar a Swakopmund el juny de 1897, després d'haver navegat en la "Melitta Bohlem".
Va començar la seva col·lecció als voltants de Swakopmund, es va traslladar a Walvis Bay i Lüderitz, on va quedar fascinat per les suculentes que creixien entre les roques del litoral. Com que era un col·leccionista, que depenia econòmicament de les vendes dels seus exemplars vegetals, viatjava amb freqüència i àmpliament en companyia dels seus dos ajudants Herero. Aquestes col·leccions les va enviar a Haage & Schmidt a Erfurt, així com a Schinz a Zuric i Engler a Berlín. El govern alemany de l'època el va nomenar botànic al territori, càrrec que va mantenir fins al 1914 amb l'esclat de la Primera Guerra Mundial.
Dinter va experimentar amb el cultiu de diverses espècies d'arbres exòtics i autòctons, primer a Brakwater, prop de Windhoek i després a Okahandja, xiprers, eucaliptus i acàcia erioloba. A les guerres Herero va perdre la majoria dels seus efectes personals i aproximadament la meitat de la seva col·lecció de plantes. Va visitar Alemanya el 1905 i va donar la resta de la seva col·lecció a Berlin-Dahlem. Segons el seu índex, el 1900 va començar un nou conjunt de números per als seus exemplars.

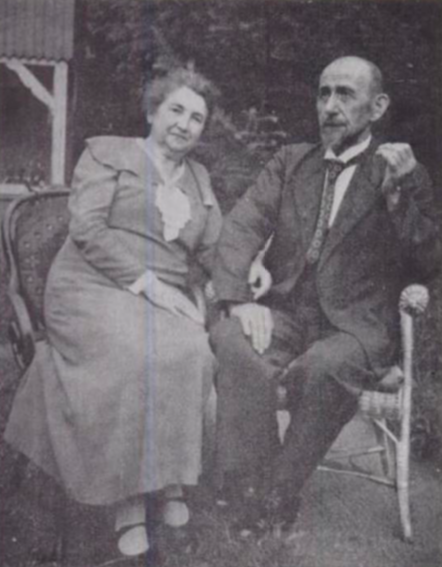
Kurt i Jutta Dinter

Mentre estava a Bautzen, va conèixer Helena Jutta Schilde, que el va seguir fins al sud-oest d'Àfrica i es va casar amb ell a Swakopmund el 16 de maig de 1906, i es van establir a Okahandja; va resultar ser una companya infatigable en les seves nombroses expedicions. El 1907 fou visitat per Galpin i Henry Pearson a Okahandja. Dinter va visitar el llac Otjikoto el 1911 i va recol·lectar diverses espècies de plantes fins aleshores desconegudes, entre elles herbes del gènere Rottboellia. Va acompanyar i guiar al professor Adolf Engler, l'autoritat coneguda sobre la flora africana, en un viatge bastant fugaç per la regió el 1913. El seu viatge va començar a Swakopmund i va continuar tal com estava previst en un vagó de ferrocarril especialment encarregat fins a Tsumeb i després cap al sud fins a Warmbad, recorrent uns 2.000 quilòmetres en un mes.
Va tornar a Alemanya el 1914 i es va veure obligat a romandre-hi fins després del final de la guerra. A Sud-àfrica se li havia assignat el mandat d'administrar l'antiga Deutsch-Südwest-Afrika i Dinter va sol·licitar a les autoritats la seva reincorporació com a botànic regional. Amb aquesta finalitat va tornar a Okahandja el 1922 i va ajudar a la planificació del jardí de suculentes d'Ernst Julius Rusch a la granja Lichtenstein. El doctor IB Pole Evans va tenir discussions amb el govern d'Àfrica del Sud-oest i, com a resultat, Dinter va rebre un carro de bous, despeses de transport i mà d'obra i viatges gratuïts en ferrocarril. A canvi, prepararia quatre jocs d'exemplars a un preu fix per full, un per a ell i els altres tres per a diversos herbaris.
El 1924 va rebre una càtedra honorífica del govern alemany juntament amb una pensió modesta. Això li va permetre tornar a Alemanya el 1925. Va fer dues visites més a l'Àfrica del Sud-oest, del 1928 al 1929, on va col·lectar a la zona del desert costaner, i de nou del 1933 al 1935, que va viatjar al nord des de Grootfontein fins al riu Okavango i al sud des d'Aus fins a Sendelingsdrift al riu Orange. Va morir a Neukirch / Lausitz, als 77 anys.

## Llegat
Dinter i la seva dona Jutta es commemoren als gèneres Dintera Stapf, Dinteracanthus C.B.Cl. ex Schinz, Dinteranthus Schwantes i Juttadinteria Schwantes, així com un gran nombre de noms específics, inclosos Amaranthus dinteri Schinz, Anacampseros dinteri Schinz, Cissus juttae Dinter, Hoodia juttae Dinter, Stapelia dinteri Berger, Stapelia juttae Dinter, Trichocaulon dinteri Harms i Vigna. La revista botànica Dinteria va ser nomenada en honor seu per celebrar el centenari del seu naixement.
Dinter va recórrer aproximadament 40.000 km a peu, en vagó i vehicle a motor, durant els seus viatges de recollida, que es van estendre durant 38 anys, a l'Àfrica del Sud-oest. La seva col·lecció d'exemplars premsats va superar els 8400. Grans quantitats de plantes i llavors vives, i les col·leccions de la seva dona, mai van ser numerades.

## Publicacions
- Alphabetical Catalogue of Plants Growing in the Garden La Mortola (1897)
- Deutsch-Südwest-Afrika: Flora, forst- und landwirtschaftliche Fragmenta (Leipzig 1909)
- Die vegetabilische Veldkost Deutsch-Südwest-Afrikas (Okahandja 1914)